# Wólka (Bratkówka)
Wólka (dawn. Wola) – przysiółek wsi Bratkówka w Polsce, położona w województwie podkarpackim, w powiecie krośnieńskim, w gminie Wojaszówka.
Od północy graniczy z częścią wsi Rzepnik, także o nazwie Wólka.